# Stefan Mørk
Stefan Mørk (født 5. november 1977 i Odense) er dansk sanger, musiker, komponist, filmklipper, instruktør og lyddesigner. Stefan Mørk er uddannet Screen Sound designer (tonemester) på The National Film and Television School i London i 2004 og har lavet lyd på enkelte Hollywood-film samt engelske spille- og kortfilm. I 2003 lavede han sammen med sin kone Charlotte Bruus Christensen den prisbelønnede kortfilm Between Us som vandt en række internationale filmpriser, og parret blev kåret som "Young Directors of The Year 2005" af Engelske "Broadcast Now Magasin"
Stefan Mørk boede i London fra 2002 til 2008. I dag arbejder han som filmklipper, komponist og tonemester på danske spillefilm og reklamefilm.
I 2008 udgav Stefan Mørk digtsamlingen Sleepless Roads. En del af digtene brugte han som tekster på pladen 13 Songs i duoen Lonnie Kjer & Stefan Mørk. Pladen fik positive anmeldelser i Danmark og i udlandet.
Duoen blev senere til et band ved navn Dark & Dear. Bandet består af: Lonnie Kjer, Stefan Mørk, Morten Høi, Ole Jørgensen, Peter Kofod og Jane Clark. Stefan Mørk skrev tekst og musik til Dark & Dear's plade Glimpse of The Truth, som udkom i 2011 til blandede anmeldelser.